# Udeo
Nella mitologia greca, Udeo  era il nome di uno degli Sparti e fu il nonno dell'indovino Tiresia.

## Il mito
Di lui si racconta in occasione delle avventure di Cadmo: quando durante il suo lungo viaggio si fermò con l'intenzione di fondare una città (poi fu Tebe), egli decise di effettuare un sacrificio ad Atena ma un drago, figlio di Ares o comunque a lui sacro, apparve e l'eroe riuscì ad ucciderlo. La stessa dea gli consigliò di seminare i denti strappati alla bestia. Da ognuno dei denti sorse un soldato armato, formando il battaglione degli Sparti. Cadmo riuscì a metterli l'uno contro l'altro e dalla battaglia che seguì sopravvissero solo cinque soldati. Oltre a Udeo, gli altri furono: Echione, Peloro, Ctonio e Iperenore.
Udeo insieme ai suoi compagni aiutò l'eroe nella costruzione della città. Da allora fu uno dei capostipiti delle famiglie nobili della città.
Fu padre di Evereo e, di conseguenza, nonno di Tiresia.